# Hysteri
Hysteri (av grekiska ὑστέρα hystera, "livmoder") var fram till 1900-talet vetenskapens benämning på en typ av psykiska störningar, som ansågs vara kvinnliga störningar och därav benämningen "hysterikor" för drabbade kvinnor. Termen myntades av Hippokrates och grundas i de antika egyptiernas föreställning att livmodern kunde vandra runt i kroppen och förorsaka olika sjukdomsliknande tillstånd.

## Symptom
Typiska symptom på hysteri är epilepsi-liknande anfall och svimningar, ibland till följd av hyperventilering, förlamningar, känselstörningar, , afasi eller plötslig blindhet/dövhet (se bildlänkarna nedan). Symptomen har inte organiska orsaker, men ter sig som neurologiska, och kallas därför också pseudoneurologiska symtom. Andra namn på det som tidigare kallades hysteri är funktionella eller dissociativa symtom.

## Orsak
Hysteri betraktades som en neuros, där ångestväckande impulser omvandlas till kroppsliga symptom (somatisering). Inför läkaren kan dessa patienter uppvisa la belle indifférence, det vill säga att de är märkbart oberörda fast de till synes lider av något allvarligt, (jämför somatoforma störningar). Från början mycket starkt knutna till sexualiteten, som kvinnor tidigare i hög grad var tvingade att undertrycka. Men också andra otillfredsställda behov under utvecklingen kan väcka samma ångestkänslor och leda till "hysteriska utbrott".

## Behandling
Behandlingen bestod vanligen i att smörja illaluktande oljor i underlivet och väldoftande ämnen som luktsalt kring näsan, då man antog att omtöcknande ångor från den kringvandrande livmodern påverkade hjärnan. Franz Mesmer började i slutet 1700-talet använda seanser som botemedel, då han antog att hysterin uppstod på grund av den animala magnetismen. Paul Briquet och Jean Martin Charcot började använda hypnos. Hans lärjunge Pierre Janet observerade att sjukdomen främst drabbade vissa typer av kvinnor och menade att den var kopplad till vissa personlighettyper. Joseph Breuer och Sigmund Freud betonade i stället traumatiska barndomsupplevelser som bakgrunden till hysteri.

## Historia
Det hysteriska anfallet, liksom dess koppling till framför allt den kvinnliga sexualiteten, har en lång historia och beskrevs redan av de forna egyptierna.
Hysteri som diagnos finns inte med i de etablerade diagnosmanualerna ICD-10 och DSM-IV, men fanns med i den äldre ICD-9 som gällde till 1990. Orsaken till att hysteri avskaffades som vedertagen diagnos med ICD-10 är att det är ett så mångtydigt och nyansskiftande begrepp, och istället används som regel begreppet dissociativ störning, och man skilde därmed ut somatoforma störningar, vilkas symtom som regel innefattas i begreppet hysteri, som en egen variant psykisk störning. Hysterisk ångest räknas numera som ett slags ångeststörning.